# Universitat Antonio de Nebrija
La Universitat Antonio de Nebrija és una universitat privada amb seu a Madrid. El seu nom ret homenatge a Antonio de Nebrija. Va obtenir el seu ple reconeixement oficial per l'aprovació de la Llei 23/95 de 17 de juliol (BOE de 18 de juliol de 1995).

## Campus
- Campus Nebrija Madrid-Princesa: És un edifici històric edificat el 1906 com centre electrotècnic de l'exèrcit, havent estat posteriorment seu de l'Arxiu Històric Militar fins a la seva transformació en Campus de la Universitat de Antonio de Nebrija. S'hi estudien els graus que pertanyen a les facultats de Comunicació i Arts, Ciències Socials i Llengues i Educació. A més conté el Centre d'Estudis Hispànics, la Nebrija Bussiness School, institució en la formació empresarial. També s'hi imparteixen la majoria dels màsters oferts.
- Campus Dehesa de la Villa: Prop de la Ciutat Universitària de Madrid, conté la Escola Politècnica Superior i d'Arquitectura.
- Campus La Berzosa: Situat a la localitat d'Hoyo de Manzanares, a la rodalia de la ciutat. S'empra com a centre administratiu i certs actes institucionals.
- Centre Universitari San Rafael-Nebrija: Situat al Passeig de l'Havana de Madrid, hi conté els estudis relacionats amb la branca de la Salut, formant-ne part de les pròpies instal·lacions de l'Hospital San Rafael.[2]

## Serveis
- Residències: La Universitat ofereix 346 plaçes en residències universitàries (Augustinus-Nebrija, Nebrija-Chamberí, y Nebrija-Corazonistas), i a més hi acullen estudiants d'altres facultats de Madrid.[3]
- Global Campus Nebrija: Aquesta secció de la Universitat es dedica a coordinar qualsevol titulació que es troba disponible per cursar-se online o semipresencial.[4]
- Fundació Antonio de Nebrija: Fundació privada de caràcter cultural i docent promou la concessió de beques i premis de recerca, la convocatòria de fòrums, actes acadèmics, conferències i congressos, així com al desenvolupament d'activitats universitàries, culturals i socials.[5]